# Barbara Kadow
Barbara Kadow (geboren als Barbara Kühn am 18. Mai 1943 in Breslau) ist eine ehemalige deutsche Basketballspielerin. Sie bestritt Länderspiele für die DDR und nach ihrer Flucht aus der DDR für die Bundesrepublik Deutschland.

## Leben
1967 erreichte sie mit der DDR-Auswahl bei der Weltmeisterschaft den vierten Rang und war im Turnierverlauf mit 13,5 Punkten je Einsatz zweitbeste Korbschützin der DDR-Damen. Sie kam auf insgesamt 74 Berufungen in die DDR-Nationalmannschaft. Auf Vereinsebene spielte sie in der Deutschen Demokratischen Republik in Halle und Berlin (Berliner TSC).
1968 floh sie in die Bundesrepublik und bestritt Länderspiele für die westdeutsche Auswahl: Bei den Europameisterschaftsturnieren 1974 und 1976 gehörte sie zu den Leistungsträgern der Bundesrepublik Deutschland. Auf Vereinsebene spielte sie in Westdeutschland für den Hamburger SV in der Bundesliga. Aufgrund einer Schwangerschaft pausierte sie zwischenzeitlich und kehrte im Oktober 1973 zu den Hamburgerinnen zurück. In der Saison 1973/74 führte sie den von Eli Araman trainierten HSV als Leistungsträgerin zur deutschen Vizemeisterschaft.